# José Baró
José Baró Bonet (Lérida, c. 1895-1936) fue un médico, sindicalista, periodista y político español.

## Biografía
Era hijo de Valentín Baró y de Rosa Bonet. Estudió Medicina en Barcelona. Militaba en el jaimismo y fue presidente de la Agrupación Escolar Tradicionalista de Barcelona. Colaboró en los periódicos tradicionalistas Monarquía, La Comarca de Vich, El Correo de Lérida y Nostra Parla. También escribió para el semanario jaimista de Barcelona La Trinchera y fue corresponsal en Barcelona del diario madrileño El Correo Español.
En 1919 participó en la fundación de los Sindicatos Libres junto con otros colaboradores de La Trinchera y carlistas de acción como Ramon Sales y José Arquer, procedentes del Requeté; o Feliciano Baratech y Juan Laguía (los principales teóricos de la organización), procedentes de círculos tradicionalistas. Durante la dictadura de Primo de Rivera, Baró colaboró en el periódico de los Sindicatos Libres, Unión Obrera, en el que en 1928 publicó una serie de artículos sobre el ideal de la pequeña propiedad como centro del planteamiento agrario. En 1927 fue uno de los oradores en el III Congreso de la Confederación de Sindicatos Libres en Madrid. El año siguiente sería designado concejal en el Ayuntamiento de Barcelona.
En noviembre de 1931 presidió las exequias por el pretendiente Don Jaime en Juncosa de las Garrigas en representación del jefe regional jaimista de Cataluña. Durante la Segunda República, además de militar a la Comunión Tradicionalista, fue miembro de Acción Popular. En 1932 participó en destacados mítines carlistas en Lérida y Solsona. Dirigió El Correo de Lérida y formó parte de la Directiva Tradicionalista de la ciudad.
En las elecciones municipales catalanas de 1934 fue elegido concejal del Ayuntamiento de Lérida por la derechista Candidatura de Concentración Leridana. Formó parte de la Comisión Gestora del 13 de octubre y el diciembre del mismo año participó en la organización de un homenaje a la Guardia Civil por su actuación durante los Hechos de Octubre, pronunciando un discurso. En el ayuntamiento gubernativo
nombrado en julio de 1935, ocupó la tenencia de alcaldía de Fomento.
Fue uno de los elementos más destacados que planearon el levantamiento del 18 de julio en Lérida. Tras el fracaso del alzamiento en la ciudad, el 5 de agosto de 1936 fue fusilado. Su hermano, Miguel Baró Bonet, sacerdote y redactor de El Correo de Lérida, también sería asesinado el 20 de agosto. Hasta el año 2006 un bloque de pisos ubicado junto al Mercado del Pla llevó el nombre de Germans Baró Bonet.
Estuvo casado con Elena Durán Boris, con quien tuvo dos hijos llamados Claudio y Valentín Baró Durán.